# Unità immaginaria
In matematica l'unità immaginaria {\displaystyle i} (a volte rappresentata dalla lettera greca iota {\displaystyle \iota } o, in elettronica, dalla lettera {\displaystyle j}) permette di estendere il campo dei numeri reali {\displaystyle \mathbb {R} } al campo dei numeri complessi {\displaystyle \mathbb {C} }. L'unità immaginaria è caratterizzata dall'essere un numero il cui quadrato è uguale a {\displaystyle -1}.
In elettrotecnica, l'unità immaginaria viene sempre rappresentata dalla lettera {\displaystyle j}, poiché la lettera {\displaystyle i} è già utilizzata per indicare l'intensità di corrente.
La necessità di estendere il campo dei numeri reali {\displaystyle \mathbb {R} } nasce dal fatto che non è possibile in tale campo calcolare la radice quadrata di un numero negativo e più in generale che non tutte le equazioni polinomiali {\displaystyle f(x)=0} hanno una soluzione. In particolare l'equazione {\displaystyle x^{2}+1=0} non ha soluzioni reali. Ma, se si considerano i numeri complessi, allora quella equazione, e in effetti tutte le equazioni polinomiali {\displaystyle f(x)=0}, dove {\displaystyle f(x)} è un polinomio a coefficienti reali o complessi, hanno almeno una soluzione: questo fatto prende il nome di teorema fondamentale dell'algebra, e dice formalmente che {\displaystyle \mathbb {C} } è la chiusura algebrica di {\displaystyle \mathbb {R} }.

## Definizione
Per definizione, l'unità immaginaria {\displaystyle i} è una soluzione dell'equazione
{\displaystyle x^{2}+{1}={0}.}
L'anello {\displaystyle \mathbb {R} [x]/(x^{2}+1)} (che è un campo in quanto il polinomio {\displaystyle x^{2}+1} è irriducibile su {\displaystyle \mathbb {R} }) e {\displaystyle \mathbb {R} ^{2}} risultano essere isomorfi come spazi vettoriali su {\displaystyle \mathbb {R} } attraverso l'isomorfismo {\displaystyle \varphi } che manda {\displaystyle a+bx} in {\displaystyle (a,b)}. In tal senso l'unità immaginaria non è altro che l'immagine di {\displaystyle x} secondo {\displaystyle \varphi } e si ha {\displaystyle \mathbb {C} =\mathbb {R} [x]/(x^{2}+1)=\mathbb {R} [i].}
Le operazioni sui numeri reali possono essere estese ai numeri complessi considerando {\displaystyle i} come una quantità incognita durante la manipolazione delle espressioni, e poi usando la definizione per sostituire {\displaystyle i^{2}} con {\displaystyle -1}.

## ie-i
L'equazione {\displaystyle x^{2}+1=0} ha, in effetti, due soluzioni distinte che sono opposte. Più precisamente, una volta che è stata fissata una soluzione {\displaystyle i} dell'equazione, allora {\displaystyle -i(\neq i)} è anch'essa una soluzione. Dato che l'equazione stessa è l'unica definizione per {\displaystyle i}, sembra che questa definizione sia ambigua (più precisamente, non sia ben definita). Però non si ha alcuna ambiguità una volta che si sceglie una soluzione e la si fissa, indicandola con {\displaystyle i}.
Questa considerazione è sottile. Una spiegazione più precisa consiste nell'affermare che, sebbene il campo complesso definito come {\displaystyle \mathbb {R} [x]/(x^{2}+1)} è unico a meno di isomorfismi, esso non è unico a meno di un unico isomorfismo. Infatti esistono esattamente due automorfismi di {\displaystyle \mathbb {R} [x]/(x^{2}+1)}, l'identità e l'automorfismo che manda {\displaystyle x} in {\displaystyle -x}. Si noti che questi non sono solo gli unici automorfismi del campo {\displaystyle \mathbb {C} }, ma sono gli unici automorfismi del campo {\displaystyle \mathbb {C} } che fissano qualunque numero reale. Si vedano le voci complesso coniugato e gruppo di Galois.
Un problema simile si ha se i numeri complessi vengono interpretati come matrici reali {\displaystyle 2\times 2}, perché entrambe le seguenti matrici
{\displaystyle {\begin{pmatrix}0&-1\\1&0\end{pmatrix}}{\mbox{ e }}{\begin{pmatrix}0&1\\-1&0\end{pmatrix}}}
sono soluzioni dell'equazione {\displaystyle x^{2}=-1}. In questo caso l'ambiguità è dovuta alla scelta che si fa riguardo a quale sia la "direzione positiva" con cui viene percorso la circonferenza unitaria. Una spiegazione più precisa è la seguente: il gruppo degli automorfismi del gruppo ortogonale speciale {\displaystyle \mathrm {SO} (2,\mathbb {R} )} ha esattamente due elementi: l'identità e l'automorfismo che scambia le rotazioni in senso orario in rotazioni in senso antiorario.

## Avvertenza
Talvolta l'unità immaginaria viene scritta come {\displaystyle {\sqrt {-1}}}, ma bisogna fare molta attenzione quando si manipolano formule che contengono radicali. Questa notazione è riservata alla funzione radice quadrata principale, che è definita solo per numeri reali {\displaystyle x\geq 0}, o alla parte principale della funzione radice quadrata complessa. L'applicazione delle proprietà delle radici quadrate principali (reali) al ramo principale delle radici quadrate complesse produce risultati scorretti:
{\displaystyle {-1}=i\cdot i={\sqrt {-1}}\cdot {\sqrt {-1}}={\sqrt {({-1})\cdot ({-1})}}={\sqrt {1}}=1.}
Infatti la regola
{\displaystyle {\sqrt {a}}\cdot {\sqrt {b}}={\sqrt {a\cdot b}},}
è valida solo per valori di {\displaystyle a} e {\displaystyle b} reali e non negativi.
Per evitare di fare errori nel manipolare i numeri complessi la strategia migliore è quella di non usare mai un numero negativo sotto un segno di radice quadrata che non è preceduto da {\displaystyle \pm }, in modo da far intendere che vengono considerate entrambe le radici.

## Potenze dii
Le potenze di {\displaystyle i} si ripetono periodicamente (sono cicliche con periodo {\displaystyle 4}):
{\displaystyle i^{-3}=i}
{\displaystyle i^{-2}={-1}}
{\displaystyle i^{-1}={-i}}
{\displaystyle i^{0}=1}
{\displaystyle i^{1}=i}
{\displaystyle i^{2}={-1}}
{\displaystyle i^{3}={-i}}
{\displaystyle i^{4}={1}}
{\displaystyle i^{5}=i}
{\displaystyle i^{6}={-1}}
Questa proprietà può essere espressa in forma più compatta in questo modo, dove {\displaystyle n} è un qualunque intero:
{\displaystyle i^{4n}=1}
{\displaystyle i^{4n{+1}}=i}
{\displaystyle i^{4n{+2}}=-1}
{\displaystyle i^{4n{+3}}=-i}

## Radici dell'unità immaginaria
Le due radici quadrate di {\displaystyle i} (cioè le due soluzioni dell'equazione {\displaystyle z^{2}=i})  sono complesse, ricavabili dall'espressione: {\displaystyle {\sqrt {i}}=\pm {\frac {1+i}{\sqrt {2}}}}. Ciò può essere verificato nel modo seguente:
| {\displaystyle \left(\pm {\frac {1+i}{\sqrt {2}}}\right)^{2}\ } | {\displaystyle =\left(\pm {\frac {1}{\sqrt {2}}}\right)^{2}(1+i)^{2}\ } |
|                                                                 | {\displaystyle =(\pm 1)^{2}{\frac {1}{2}}(1+i)^{2}\ }                   |
|                                                                 | {\displaystyle ={\frac {1}{2}}(1+2i+i^{2})\ }                           |
|                                                                 | {\displaystyle ={\frac {1}{2}}+i-{\frac {1}{2}}\ }                      |
|                                                                 | {\displaystyle =i\ }                                                    |
Per {\displaystyle -i} la radice quadrata sarà quella di {\displaystyle i} moltiplicata per l'unità immaginaria stessa. Quindi:
{\displaystyle {\sqrt {-i}}=\pm \ i{\frac {1+i}{\sqrt {2}}}\ =\pm {\frac {i-1}{\sqrt {2}}}.}
Come per ogni altro numero complesso, le radici {\displaystyle n}-esime dell'unità immaginaria si calcolano facilmente tramite la sua descrizione in coordinate polari. Infatti:
{\displaystyle i=e^{{\frac {\pi }{2}}i}=e^{({\frac {\pi }{2}}+2\pi k)i}\qquad k=0,1,2,\dots }
Imponendo che un generico numero complesso {\displaystyle z=\rho e^{\theta i}} sia radice {\displaystyle n}-esima di {\displaystyle i} si deve avere:
{\displaystyle (\rho e^{\theta i})^{n}=e^{({\frac {\pi }{2}}+2\pi k)i},}
{\displaystyle \rho e^{\theta i}=e^{({\frac {\pi }{2n}}+{\frac {2\pi k}{n}})i},}
da cui:
{\displaystyle \rho =1,}
{\displaystyle \theta ={\frac {\pi }{2n}}+{\frac {2\pi k}{n}}.}
La disposizione delle radici nel piano complesso è quella di poligoni regolari inscritti nella circonferenza complessa di raggio {\displaystyle 1}: tenendo conto della non unicità della rappresentazione polare dei numeri complessi, per la radice quadrata avremo due radici distinte (ponendo ad esempio {\displaystyle k=0,1}), per la radice cubica ne avremo tre ({\displaystyle k=0,1,2}) e così via. Ritornando alla rappresentazione nel piano complesso tramite la formula di Eulero otteniamo:
{\displaystyle {\sqrt[{n}]{i}}=\cos {\left({\frac {\pi }{2n}}+{\frac {2\pi k}{n}}\right)}+i\sin {\left({\frac {\pi }{2n}}+{\frac {2\pi k}{n}}\right)}\qquad k=0,1,2,\dots ,n-1.}

## ie la formula di Eulero
Prendendo la formula di Eulero {\displaystyle e^{ix}=\cos x+i\sin x}, e sostituendo {\displaystyle {\frac {\pi }{2}}} al posto di {\displaystyle x}, si ottiene
{\displaystyle e^{i{\frac {\pi }{2}}}=i.}
Se entrambi i membri dell'uguaglianza vengono elevati alla potenza {\displaystyle i}, ricordando che {\displaystyle i^{2}=-1}, si ottiene l'identità
{\displaystyle i^{i}=e^{-{\frac {\pi }{2}}}=0{,}2078795763\dots }
In effetti è facile trovare che {\displaystyle i^{i}} ha un infinito numero di soluzioni nella forma di
{\displaystyle i^{i}=e^{-{\frac {\pi }{2}}-2\pi n},}
dove {\displaystyle n} è un qualunque intero. Dal punto di vista della teoria dei numeri, {\displaystyle i} è un numero irrazionale quadratico, come {\displaystyle {\sqrt {2}}}, e applicando il teorema di Gel'fond-Schneider si può concludere che tutti i valori ottenuti sopra, e in particolare {\displaystyle e^{-{\frac {\pi }{2}}}}, sono trascendenti.
Sempre dalla formula di Eulero, o elevando al quadrato ambo i membri della precedente identità {\displaystyle e^{i{\frac {\pi }{2}}}=i}, si arriva elegantemente all'identità di Eulero:
{\displaystyle e^{i\pi }+1=0,}
che mette in relazione cinque delle più significative entità matematiche, assieme al principio di uguaglianza e le operazioni di addizione, moltiplicazione e potenza, in una semplice espressione.

## Notazione alternativa
In ingegneria elettrica e campi ad essa relativi l'unità immaginaria è spesso indicata con {\displaystyle j} per evitare confusione con il simbolo di corrente elettrica variabile, tradizionalmente indicato con {\displaystyle i}. Anche il linguaggio di programmazione Python usa {\displaystyle j} per l'unità immaginaria.
Occorre prestare ulteriore attenzione ad alcuni libri di testo che definiscono {\displaystyle j=-i}, particolarmente in argomenti legati alla propagazione delle onde (per esempio, un'onda piana che viaggia verso destra nella direzione delle {\displaystyle x} è indicata con {\displaystyle e^{i(kx-\omega t)}=e^{j(\omega t-kx)}}).
Alcuni testi usano la lettera greca iota per l'unità immaginaria per evitare confusione.